# معركة جيري

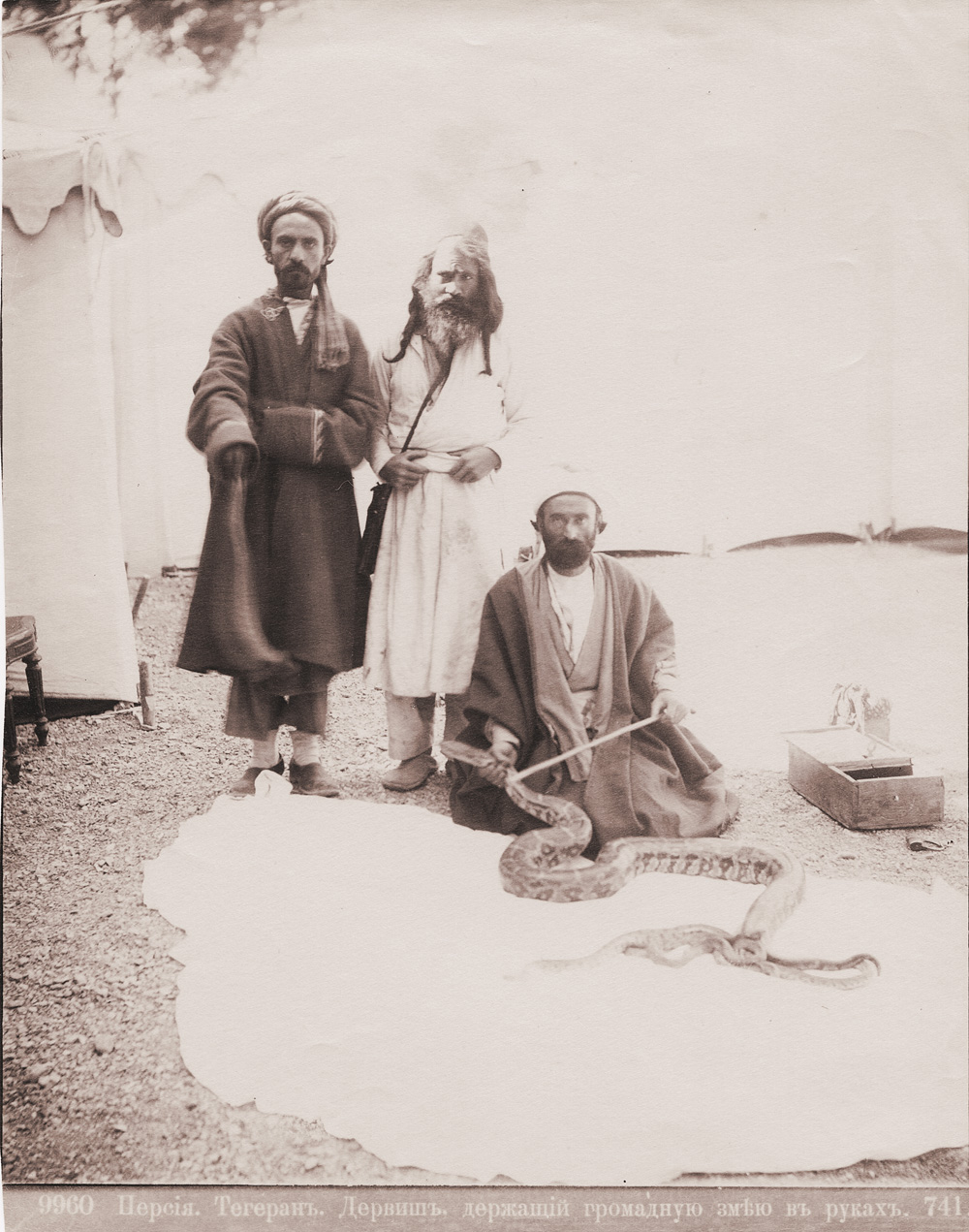
درويش فارسي يحمل ثعبانًا ضخمًا بين ذراعيه (سبعينيات القرن التاسع عشر)

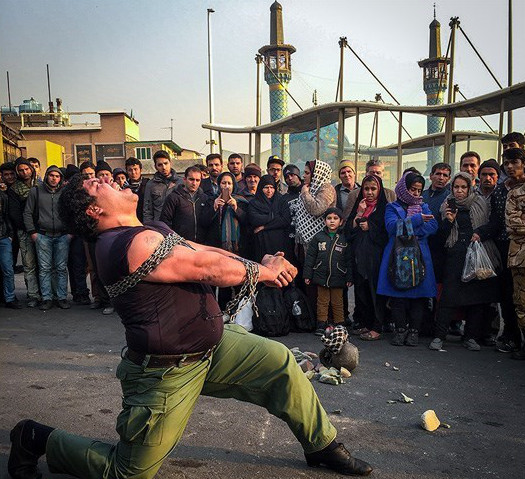
معركة جيري (ديسمبر 2014) في ساحة تجريش ، طهران

معركة جيري ((بالفارسية: معرکه‌گیری)، وتعني حرفيًا "القتال أو النزال") هو نوع من العروض التقليدية التي تُقدَّم في شوارع إيران. يقوم مؤدي معركة جيري، والمعروف باسم "معركة جير"، بإمتاع الجمهور من خلال استعراض "قواه الخاصة"، مثل كسر السلاسل بذراعيه، وتحطيم الحجارة بيديه، والتعامل مع القطط الكبيرة أو الثعابين.
تُقدَّم عروض معركة جيري مجانًا في الأماكن العامة، حيث يقوم الجمهور بمنح المؤدي بعض المال كتقدير وتشجيع له. في بعض الأحيان، قد تتضمن هذه العروض طابعًا دينيًا، وفي أحيان أخرى قد تتخللها عناصر من الخداع.